# Личупе (село)
Ли́чупе (латыш. Līčupe) — населённый пункт в Огрском крае Латвии. Административный центр Мазозольской волости. Находится у региональной автодороги P4 (Рига — Эргли), на левом берегу реки Личупе. Расстояние до города Огре составляет около 71 км.
По данным на 2018 год, в населённом пункте проживало 283 человека. Есть волостная администрация, начальная школа, дом культуры, библиотека, фельдшерский пункт, почта, магазин.

## История
В советское время населённый пункт был центром Мазозолского сельсовета Огрского района. В селе располагалась центральная усадьба совхоза им. Ошкалнса. Рядом проходила железнодорожная линия Рига — Эргли с платформой Личупе (ныне разобрана).